# マーク・ムニョス
マーク・ムニョス（Mark Muñoz、1978年2月9日 - ）は、アメリカ合衆国の元男性総合格闘家。日本・神奈川県横須賀市出身。アメリカ合衆国在住。

## 来歴
日本の横須賀海軍施設で、フィリピン人の両親の下に生まれ、2歳の時に家族とともにアメリカ合衆国カリフォルニア州ヴァレーホに移住。
高校時代はレスリングでカリフォルニア州王座を2度戴冠。オクラホマ州立大学時代はNCAAディビジョン1で2001年に王者となり、オールアメリカンには2度選出された。

### WEC
2008年6月1日、WEC初参戦となったWEC 34でチャック・グリスビーと対戦し、TKO勝ち。
2008年12月3日、WEC 37でヒカルド・バホスと対戦し、TKO勝ち。同大会でWECライトヘビー級が正式に廃止となったため、同じズッファの運営するUFCに移籍した。

### UFC
2009年3月7日、UFC初参戦となったUFC 96でマット・ハミルと対戦し、右ハイキックでKO負けを喫した。この試合より後は、階級を一つ下のミドル級へ転向。転向後はUFC 102でニック・カトーネに判定勝ち、UFC 108でライアン・ジェンセンにパウンドでギブアップ勝ちを収め、2連勝を果たした。
2010年4月10日、アブダビで開催されたUFC 112でケンドール・グローブと対戦。序盤はテイクダウンを取ることができず、逆にパウンドで劣勢に立たされたが、中盤にグラウンドで上を取るとパウンドを連打し、TKO勝ちによりファイト・オブ・ザ・ナイトを受賞した。8月1日のUFC Live: Jones vs. Matyushenkoでは岡見勇信を相手に接戦の末、1-2の判定負けを喫した。11月20日、UFC 123でアーロン・シンプソンと対戦し、3-0の判定勝ちを収めた。
2011年11月5日、UFC 138でクリス・リーベンと対戦。カットによる出血を重く見たリーベン陣営のセコンドによりコーナーストップがかけられTKO勝ち。
2012年7月11日、UFC on Fuel TV 4でクリス・ワイドマンと対戦し、パウンドでKO負け。この試合で足を骨折したため長期欠場を余儀なくされた。この期間にうつ病にかかり、体重は120kgまで増えたという。
2013年7月6日、UFC 162でミドル級ランキング10位のティム・ボッシュと対戦し、3-0の判定勝ち。
2013年10月26日、UFC Fight Night: Machida vs. Munozでリョート・マチダと対戦し、左ハイキックでKO負けを喫した。
2014年5月31日、UFC Fight Night: Munoz vs. Mousasiでミドル級ランキング11位のゲガール・ムサシと対戦し、リアネイキドチョークで一本負けを喫した。
2015年4月、カリフォルニア州レイクフォレストで主宰していたレイン・トレーニング・センターを子供たちとすごす時間を増やすために売却。
2015年5月16日、引退試合となったUFC Fight Night: Edgar vs. Faberでルーク・バーナットと対戦し、3-0の判定勝ちを収めた。

## 戦績
| 総合格闘技 戦績 | 総合格闘技 戦績 | 総合格闘技 戦績 | 総合格闘技 戦績 | 総合格闘技 戦績 | 総合格闘技 戦績 | 総合格闘技 戦績 |
| --------------- | --------------- | --------------- | --------------- | --------------- | --------------- | --------------- |
| 20 試合         | (T)KO           | 一本            | 判定            | その他          | 引き分け        | 無効試合        |
| 14 勝           | 6               | 1               | 7               | 0               | 0               | 0               |
| 6 敗            | 3               | 2               | 1               | 0               | 0               | 0               |

| 勝敗 | 対戦相手                         | 試合結果                         | 大会名                                 | 開催年月日     |
| ○    | ルーク・バーナット               | 5分3R終了 判定3-0                | UFC Fight Night: Edgar vs. Faber       | 2015年5月16日  |
| ×    | ホアン・"ジュカオン"・カルネイロ | 1R 1:40 リアネイキドチョーク     | UFC 184: Rousey vs. Zingano            | 2015年2月28日  |
| ×    | ゲガール・ムサシ                 | 1R 3:57 リアネイキドチョーク     | UFC Fight Night: Munoz vs. Mousasi     | 2014年5月31日  |
| ×    | リョート・マチダ                 | 1R 3:10 KO（左ハイキック）       | UFC Fight Night: Machida vs. Munoz     | 2013年10月26日 |
| ○    | ティム・ボッシュ                 | 5分3R終了 判定3-0                | UFC 162: Silva vs. Weidman             | 2013年7月6日   |
| ×    | クリス・ワイドマン               | 2R 1:37 KO（肘打ち→パウンド）    | UFC on Fuel TV 4: Munoz vs. Weidman    | 2012年7月11日  |
| ○    | クリス・リーベン                 | 2R終了時 TKO（コーナーストップ） | UFC 138: Leben vs. Munoz               | 2011年11月5日  |
| ○    | デミアン・マイア                 | 5分3R終了 判定3-0                | UFC 131: dos Santos vs. Carwin         | 2011年6月11日  |
| ○    | CB・ダラウェイ                   | 1R 0:54 KO（左フック→パウンド）  | UFC Live: Sanchez vs. Kampmann         | 2011年3月3日   |
| ○    | アーロン・シンプソン             | 5分3R終了 判定3-0                | UFC 123: Rampage vs. Machida           | 2010年11月20日 |
| ×    | 岡見勇信                         | 5分3R終了 判定1-2                | UFC Live: Jones vs. Matyushenko        | 2010年8月1日   |
| ○    | ケンドール・グローブ             | 2R 2:50 TKO（パウンド）          | UFC 112: Invincible                    | 2010年4月10日  |
| ○    | ライアン・ジェンセン             | 1R 2:30 ギブアップ（パウンド）   | UFC 108: Evans vs. Silva               | 2010年1月2日   |
| ○    | ニック・カトーネ                 | 5分3R終了 判定2-1                | UFC 102: Couture vs. Nogueira          | 2009年8月29日  |
| ×    | マット・ハミル                   | 1R 3:53 KO（右ハイキック）       | UFC 96: Jackson vs. Jardine            | 2009年3月7日   |
| ○    | ヒカルド・バホス                 | 1R 2:26 TKO（パンチ連打）        | WEC 37: Torres vs. Tapia               | 2008年12月3日  |
| ○    | チャック・グリスビー             | 1R 4:15 TKO（パンチ連打）        | WEC 34: Faber vs. Pulver               | 2008年6月1日   |
| ○    | トニー・ルバルカヴァ             | 3分3R終了 判定3-0                | PFC 4: Project Complete                | 2007年10月18日 |
| ○    | マイク・ピアース                 | 5分3R終了 判定3-0                | Gladiator Challenge 69: Bad Intentions | 2007年9月22日  |
| ○    | オースティン・アコーン           | 1R 1:25 TKO（パンチ連打）        | PFC 3: Step Up                         | 2007年7月19日  |

## 獲得タイトル
- レスリング NCAAディビジョン1 王者（2001年）[1]

## 表彰
- レスリング NCAAディビジョン1 オールアメリカン（2000年、 2001年）
- UFC ファイト・オブ・ザ・ナイト（1回）

## 出演

### 映画
- 闘魂先生 Mr.ネバーギブアップ（2012年）